# Remplin
Remplin este o comună din landul Mecklenburg-Pomerania Inferioară, Germania.